# Verkehr in Freital
Der Verkehr in Freital wird hauptsächlich über Straßen und Wege, die eine Gesamtlänge von 188 Kilometern umfassen, und schienengebundene Verkehrsmittel abgewickelt. Die durch Freital fließende Weißeritz mit ihren Quellflüssen Rote und Wilde Weißeritz ist nicht schiffbar. Der nächste Flughafen befindet sich in Dresden.
Der öffentliche Personennahverkehr wird von den Verkehrsunternehmen Regionalverkehr Sächsische Schweiz-Osterzgebirge, DB Regio Südost und Bayerische Oberlandbahn mit der Marke Mitteldeutsche Regiobahn durchgeführt. Bis 1974 verkehrte die Plauensche Grundbahn der Straßenbahn Dresden von Löbtau bis Deuben und später nach Hainsberg. Sie wurde durch die Omnibuslinie „3A“ ersetzt. Die wichtigsten Strecken für Straßen- bzw. Schienenverkehr befinden sich entlang der Weißeritz im Döhlener Becken. Für den Straßenverkehr ist die bedeutendste Straße die Dresdner Straße, für den Schienenverkehr ist es der Teil der Bahnstrecke Dresden–Werdau, der durch das Stadtgebiet verläuft.

## Straßenverkehr

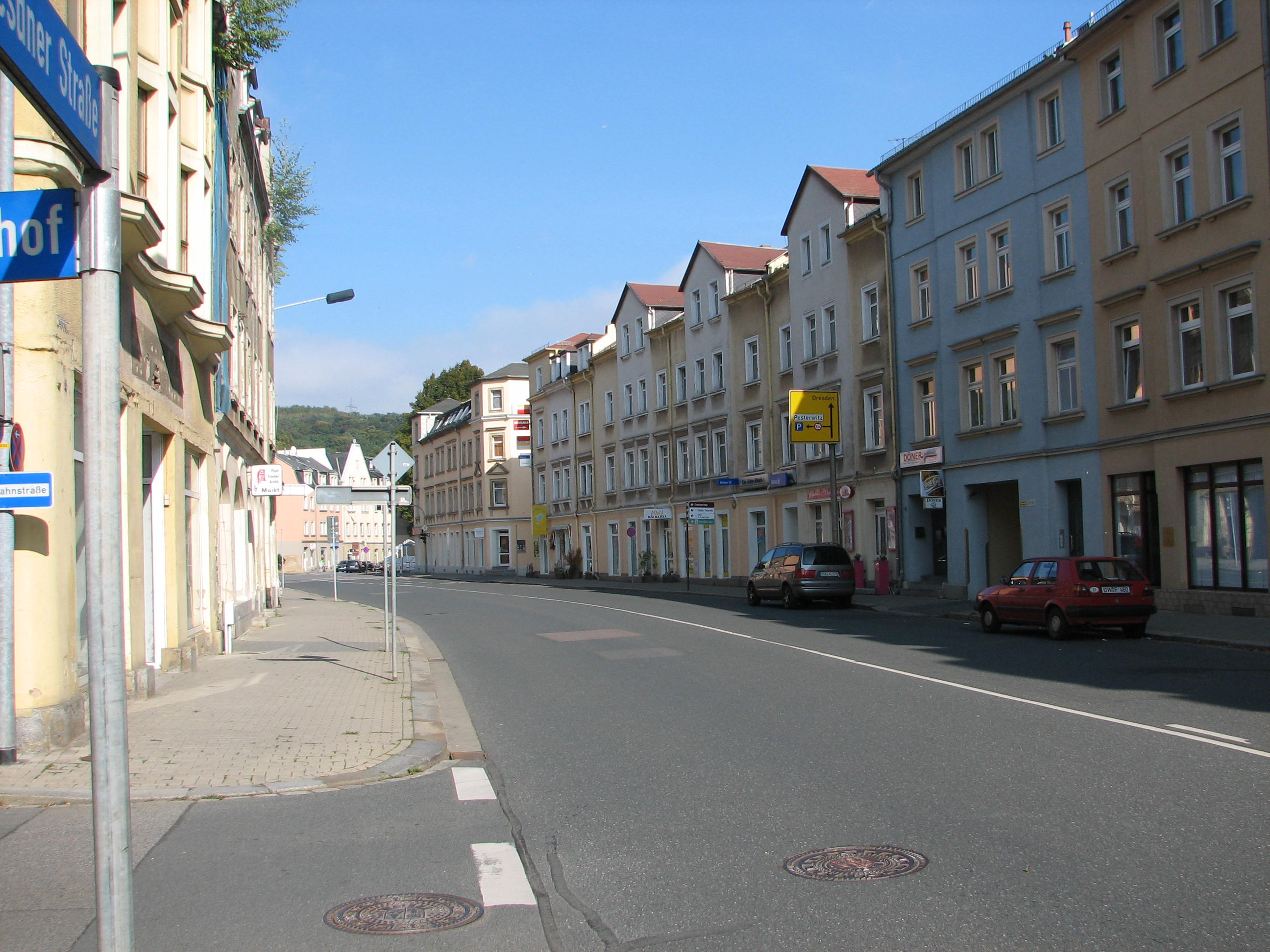
Die Dresdner Straße in Potschappel vor dem Umbau zum gegenwärtigen Zustand

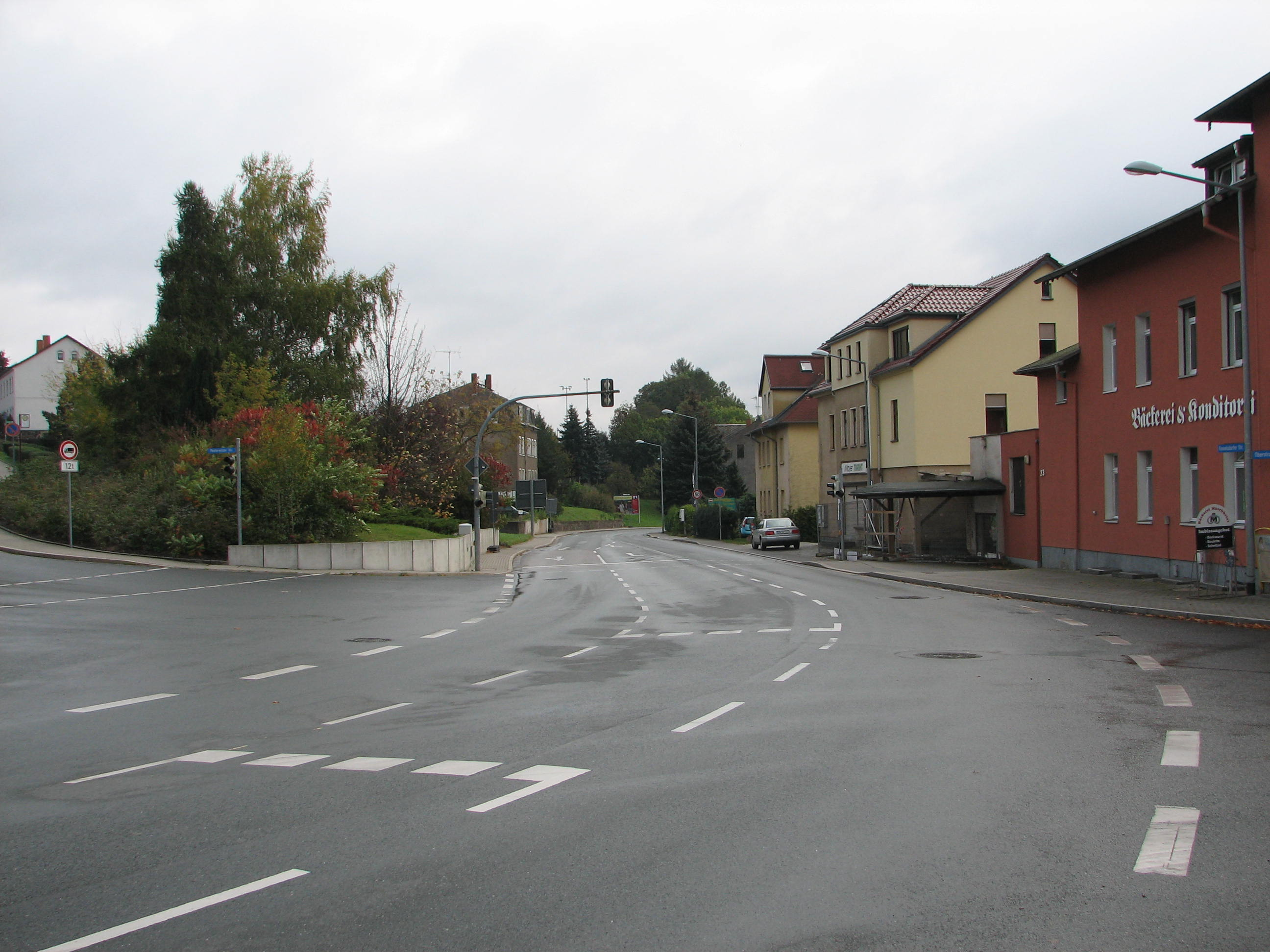
Die Staatsstraße 36 ist der Autobahnzubringer für Freital

Die Straße mit der größten Verkehrsbedeutung im Stadtgebiet ist die Dresdner Straße bzw. Tharandter Straße. Sie beginnt an der Stadtgrenze zu Dresden-Dölzschen und verläuft anschließend in südwestlicher Richtung durch die Ortskerne der Freitaler Stadtteile Potschappel, Deuben und Hainsberg. In Hainsberg zweigt die Rabenauer Straße (S 193) in Richtung Süden ab. Die Dresdner Straße wird an dieser Kreuzung zur Tharandter Straße, sie verläuft nun westlich entlang der Wilden Weißeritz in diese Stadt.
Die Dresdner Straße ist fast durchgängig mit einer Fahrspur pro Richtung ausgestattet. Lediglich in Teilen Deubens ist sie, insbesondere im Vorlauf zu wichtigen Kreuzungen, auf zwei Fahrspur pro Richtung erweitert. Durch das große Verkehrsaufkommen, die daraus resultierende Lärmbelastung und daher geringe Attraktivität des Straßenzuges ist der innerstädtische Einzelhandel nur gering ausgeprägt. Auch als Wohngegend ist die Dresdner Straße hinsichtlich dessen nicht sonderlich attraktiv. Um die Stadtteilzentren aufzuwerten und die Lärm- und Abgasbelastung in der Innenstadt zu vermindern, wurde Ende der 1990er Jahre mit dem Bau einer Umgehungsstraße begonnen, die derzeit (2024) zwischen der Stadtgrenze zu Dresden und Deuben im Zuge der Carl-Thieme-Straße und der Hüttenstraße fertiggestellt ist. Die Verlängerung bis an die bestehende Strecke nach Tharandt (Umgehung von Deuben und Hainsberg) ist geplant. Zwischen Deuben und Hainsberg ist die Dresdner Straße als S 194 klassifiziert, der Abschnitt in Potschappel wurde zum Jahresbeginn 2024 zurückgestuft. Da gleichzeitig auch der Verlauf der S 36 auf die Umgehungsstraße umgelegt wurde, quert diese die Dresdner Straße nur noch an der Kreuzung mit der Hüttenstraße.
Die gesamte Dresdner und Tharandter Straße ist Teil der „Silberstraße“, einem historischen Transportweg für Silber aus dem Erzgebirge nach Dresden.
In die Dresdner Straße münden alle wichtigen Verbindungsstraßen von Freital ins Umland und die außerhalb des Döhlener Beckens gelegenen Stadtteile. Neben der Rabenauer Straße ist die Poisentalstraße eine weitere bedeutende Straße im Freitaler Verkehrswegenetz. Sie schließt die Stadt über den Stadtteil Niederhäslich und Possendorf (Gemeinde Bannewitz) an die Bundesstraße 170 an. Die B 170 ist die Verbindungsstraße zwischen dem Dresdner Hauptbahnhof und dem Grenzübergang zu Tschechien bei Zinnwald (Stadt Altenberg). Am Kreuzungsbereich zwischen Dresdner und Poisentalstraße ist auch das derzeitige Ende der Umgehungsstraße. Die Poisentalstraße ist als S 36 klassifiziert.
Die S36 in Form der Wilsdruffer Straße stellt die kürzeste Verbindung zur Bundesautobahn 17 (Dresden–Prag) über die Bundesstraße 173 her und bindet gleichzeitig die im Nordwesten gelegenen Stadtteile Zauckerode, Saalhausen, Pesterwitz und Wurgwitz an die Innenstadt an. Eine in Neudöhlen von der Dresdner Straße abzweigende Straße verbindet die Innenstadt mit dem Stadtteil Weißig und dem Ortsteil Kleinopitz (Stadt Wilsdruff) sowie der Ortschaft Großopitz (Stadt Tharandt). An derselben Kreuzung zweigt zudem die Verbindungsstraße mit den Stadtteilen Burgk, Birkigt und Kleinnaundorf ab. Sie hat in Burgk Anschluss an die „Kohlenstraße“, die früher für die Steinkohlebeförderung Bedeutung hatte.
Straßen mit geringerer Verkehrsbedeutung sind die Burgwartstraße (Parallelverbindung Potschappel–Zauckerode zur S 36) und die Coschützer Straße (Potschappel–Dresden-Coschütz). Aufgrund des fehlenden Freitaler Stadtzentrums sind nur wenige Fußgängerzonen vorhanden. Die größte befindet sich im „Mühlenviertel“, einem in den 1990er Jahren in moderner Bauweise errichteten Stadtviertel in Deuben. Um das Zentrum Potschappels herum sind ebenfalls einige Straßen nicht für Autoverkehr zugelassen.

## Öffentlicher Verkehr

Liniennetzplan (Stand vor Umstellung auf Nummern)

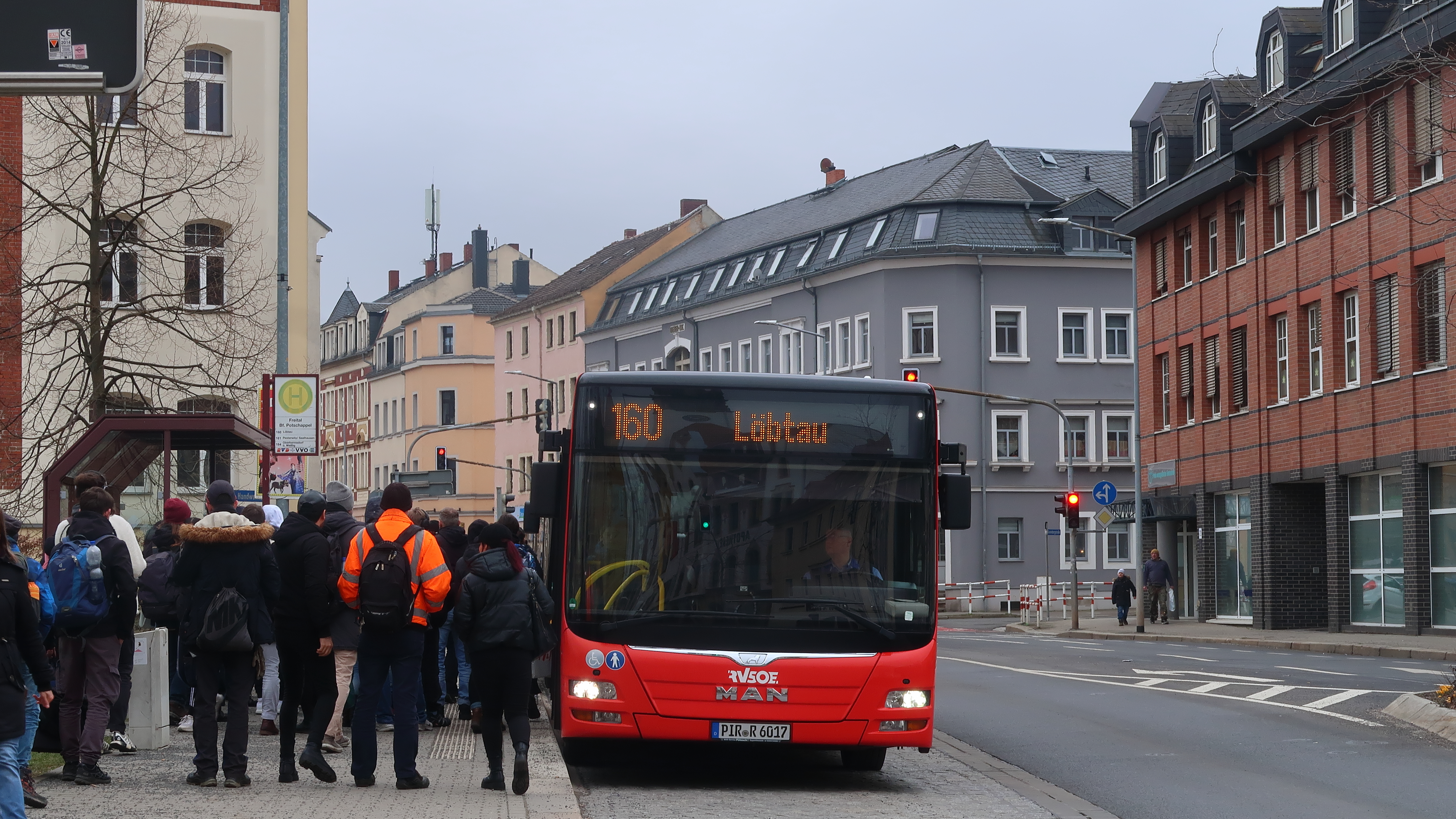
Stadtbuslinie 160 (ehemals A) am S-Bahnhof Potschappel

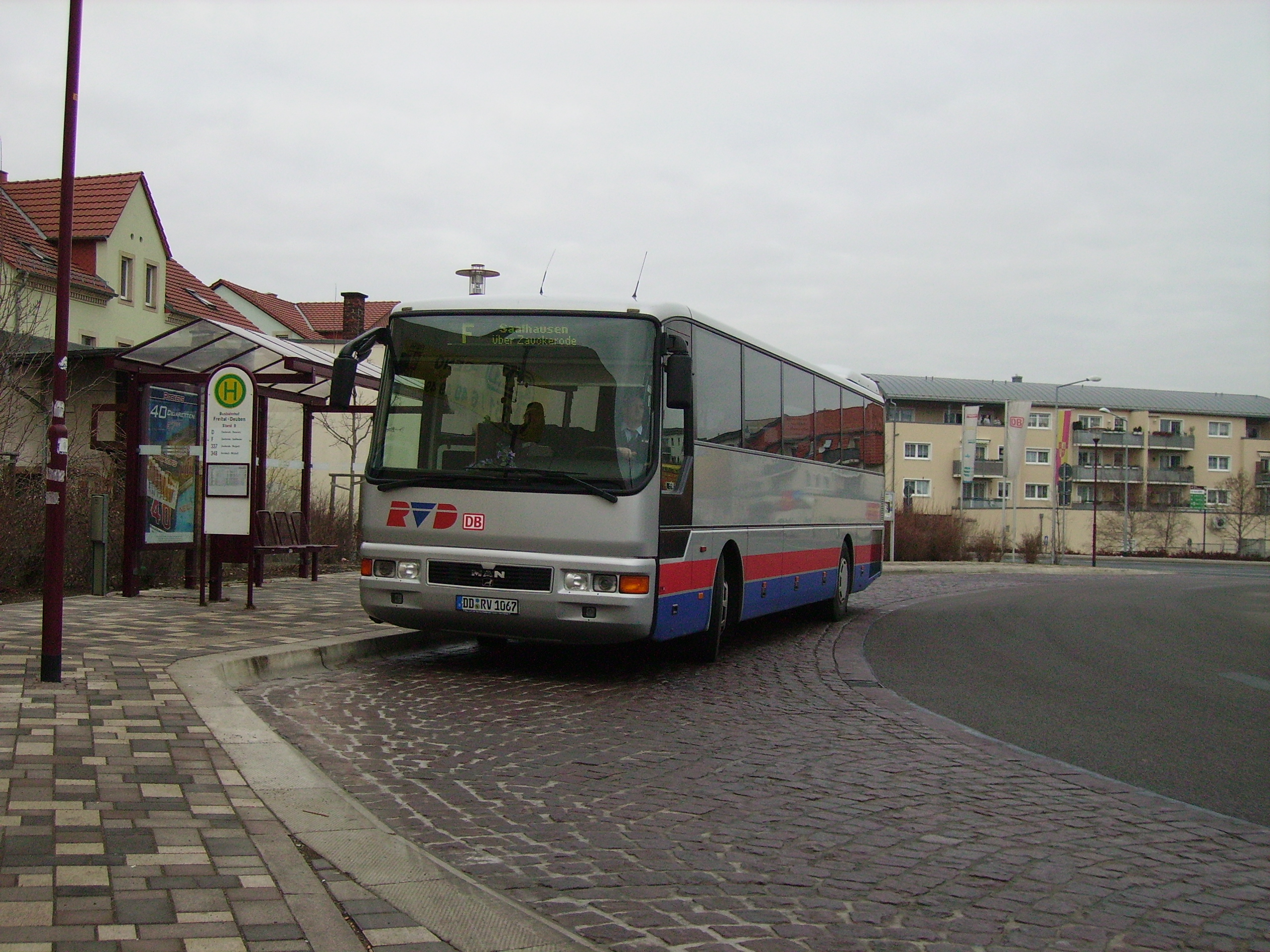
Ehemalige Stadtbuslinie F am Busbahnhof Deuben

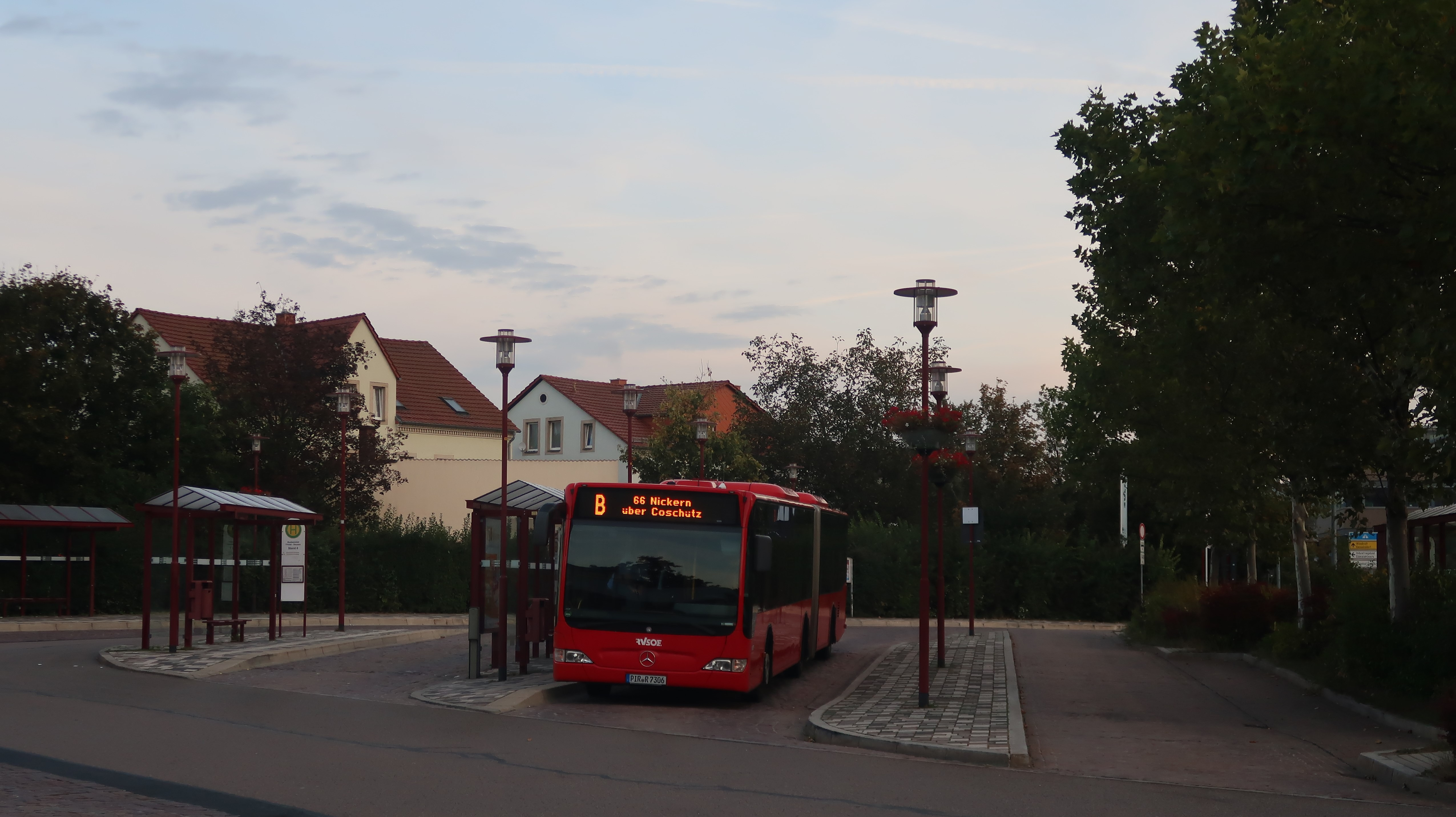
Ehemalige Stadtbuslinie B am Busbahnhof Deuben

### Busverkehr
In Freital werden sieben Stadtbuslinien betrieben, deren Liniennetz sich größtenteils auf die Hauptverkehrsstraßen konzentriert. Nach der Wende bekam Freital in den 1990er-Jahren ein Stadtbussystem mit den Linien A–E. Der Busbahnhof befand sich gegenüber der Glashütte an der Albert-Schweitzer-Straße. Mit dem Bau der Umgehungsstraße für Potschappel und Döhlen (Nordwesttangente) wurde der neue Busbahnhof in der Nähe des ehemaligen Straßenbahnschuppens im Stadtteil Deuben errichtet. 
Im Zuge einer Linienumstellung kam um die Jahrtausendwende die sechste Linie F dazu. Das Liniennetz in seiner heutigen Form besteht seit dem 10. Dezember 2017. Zum Fahrplanwechsel am 11. Dezember 2022 wurden die Linienkennbuchstaben durch Nummern im 160er-Bereich ersetzt.
Vom 5. April 2022 bis 28. September 2023 wurde dienstags und donnerstags unter der Liniennummer 169 eine siebte Stadtbuslinie, mit einem Fahrtenpaar zwischen Weißig und Pesterwitz im Zuge der Linien 161 und 164, betrieben. Die Verbindung sollte vornehmlich dem Einkaufsverkehr gerecht werden, wurde aufgrund zu geringer Auslastung aber wieder eingestellt.
Die Linie 166 wird im Linienverbund mit der Linie 66 der Dresdner Verkehrsbetriebe als durchgängige Verbindung zwischen den beiden Stadtzentren in Dresden und Freital geführt. Ebenso sind die 162, 386 im Regionalverkehr sowie die Dresdner Stadtbuslinie 86 miteinander verknüpft. Zusätzlich zu den Stadtbuslinien gibt es ergänzende Regionalbuslinien, die Verbindungen ins Umland, beispielsweise nach Tharandt, Dippoldiswalde oder Wilsdruff, schaffen.
| Linie   | Verlauf | Fahrzeit Tagesverkehr Mo–Fr                                                                        | Takt Tagesverkehr Mo–Fr |
| ------- | --- | -------------------------------------------------------------------------------------------------- | ----------------------- |
| 160 (A) | Löbtau – Potschappel – Busbahnhof Deuben – Coßmannsdorf - – Somsdorf (Bedienung nur im Stundentakt) - – Pfaffengrund (Bedienung nur im Stundentakt)                                                             | - → Coßmannsdorf: 31 min - → Somsdorf: 41 min - → Pfaffengrund: 39/41 min                          | 15 min                  |
| 161 (C) | - (Bedienung nur im Stundentakt) Pesterwitz – - (Bedienung nur im Stundentakt) Saalhausen – Zauckerode – Potschappel – Busbahnhof Deuben – Hainsberg                                                            | - → Pesterwitz: 35 min - → Saalhausen: 30 min                                                      | 30 min                  |
| 162 (F) | Gompitz – Kesselsdorf – Wurgwitz Zöllmener Straße – Zauckerode – Busbahnhof Deuben – Niederhäslich – Possendorf – Kreischa - – Gombsen – Sobrigau – Lockwitz – Prohlis – Dobritz (Bedienung nur im Stundentakt) | - → Deuben: 27 min - → Kreischa: 51 min - → Dobritz: 76/78 min                                     | 30 min                  |
| 163 (E) | Wilsdruff – Grumbach – Braunsdorf – Oberhermsdorf – Wurgwitz – Zauckerode – Busbahnhof Deuben – Niederhäslich                                                                                                   | - → Wilsdruff: 39/42 min; - → Zauckerode: 13/14 min                                                | 30 min                  |
| 164 (D) | Bannewitz – Kleinnaundorf – Burgk – Birkigt – Potschappel – Busbahnhof Deuben – Weißig – Großopitz – Kleinopitz – Oberhermsdorf                                                                                 | - → Deuben: 23–25 min; - → Weißig: 38 min; - → Kleinopitz: 42/43 min; - → Oberhermsdorf: 45/46 min | 30 min                  |
| 166 (B) | Coschütz – Burgk – Busbahnhof Deuben | 15 min                                                                                             | 20 min                  |

(Stand: 10. Dezember 2023)
Im Freitaler Stadtgebiet befinden sich über 90 Bushaltestellen, die neben den Stadtbussen auch von den Regionallinien des RVSOE sowie von Buslinien der Dresdner Verkehrsbetriebe angefahren werden. Umgekehrt werden auch von den Linien des Stadtverkehrs Freital Haltestellen außerhalb des Stadtgebiets bedient.

### Schienenverkehr
Die im Stadtgebiet entlang der Bahnstrecke Dresden–Werdau gelegenen Bahnhöfe Potschappel, Deuben, Hainsberg und Hainsberg-West werden von der Linie S3 im Netz der S-Bahn Dresden, sowie der Regionalbahn 30 der MRB bedient. Die Linien verdichten sich dabei gemeinsam auf einen annähernden 30-Minuten-Takt. Am Bahnhof Deuben bestehen zahlreiche Umstiegsmöglichkeiten zwischen der S-Bahn bzw. Regionalbahn und den am Busbahnhof verkehrenden Linien. In die schmalspurige Weißeritztalbahn kann am Bahnhof Hainsberg umgestiegen werden.
Mit der Plauenschen Grundbahn hatte die Stadt zwischen 1902 und 1974 einen Straßenbahnanschluss aus Dresden, in dessen Streckenverlauf heute die Stadtbuslinie 160 verläuft.

## Radwegenetz
Entlang von Teilen der Hauptverkehrsstraßen bestehen Radverkehrsanlagen in Form von gemeinsamen Geh- und Radwegen oder Schutzstreifen. Daneben führt auch der touristische „Weißeritzradweg“, Teil des Fernradwegs D4 aus Dresden kommend, teilweise auf eigenen Wegen durch das Stadtgebiet in Richtung Tharandt. Regional attraktive Routen führen beispielsweise entlang der stillgelegten Bahntrassen Potschappel–Nossen und Gittersee–Possendorf.